# Телекинез (фильм)
«Телекине́з» (англ. Carrie — «Кэрри») — американский фильм ужасов о сверхъестественном 2013 года режиссёра Кимберли Пирс. Это третья экранизация романа Стивена Кинга «Кэрри», ремейк оригинальной экранизации 1976 года и четвёртый фильм во франшизе «Кэрри». Продюсером выступил Кевин Мишер по сценарию Лоуренса Д. Коэн и Роберто Агирре-Сакасы. Роль главной героини Кэрри Уайт исполнила Хлоя Грейс Морец, а роль Маргарет Уайт — Джулианна Мур. В актёрском составе также участвуют Джуди Грир, Портия Даблдэй, Габриэлла Уайлд, Энсел Эльгорт и Алекс Расселл. Фильм представляет собой современное переосмысление романа Кинга о застенчивой девушке, которая является изгоем для своих сверстников и защищена своей глубоко религиозной матерью, использующая свои телекинетические способности с разрушительным эффектом после того, как стала жертвой жестокой шалости на выпускном вечере.
Мировая премьера фильма состоялась 7 октября 2013 года в Arclight Hollywood в Лос-Анджелесе, 18 октября в США и 14 ноября в России компаниями Metro-Goldwyn-Mayer и Screen Gems. Фильм получил смешанные отзывы, критики назвали его «ненужным» и раскритиковали отсутствие оригинальности и страха, хотя они похвалили современные обновления и актёрский состав. Он заработал 84 миллиона долларов по всему миру.

## Сюжет

Хлоя Морец в роли Кэрри Уайт

Живя одна в своём доме, Маргарет Уайт рожает девочку. Первоначально она собирается убить ребёнка, но всё же передумывает. Через 15 лет её дочь Кэрри (Хлоя Морец), застенчивая девушка, почти окончила старшую школу в штате Мэн. В пятнадцатилетнем возрасте после урока физкультуры в душевой у Кэрри впервые в жизни начинается менструация. Не имея элементарных знаний об особенностях женского организма, девочка думает, что будет истекать кровью до смерти, и паникует. Другие девушки смеются и дразнят её. Местная задира Крис Харгенсен (Портия Даблдэй) записывает происходящие события на камеру своего телефона и загружает видео в интернет. Учительница физкультуры мисс Дежардин (Джуди Грир) выгоняет девушек из душевой, а саму Кэрри отправляет домой с матерью Маргарет, которая считает, что менструация является наказанием за грехи. Маргарет бьёт свою дочь и запирает её с Библией в чулане. Когда Кэрри кричит, чтобы её выпустили, в двери появляется трещина, а распятие в чулане начинает кровоточить.
Мисс Дежардин сообщает девушкам, которые дразнили Кэрри, что в качестве наказания они будут оставаться после уроков. Когда Крис отказывается, ей запрещают появляться на выпускном балу. Девушка выбегает из здания школы, пообещав отомстить. Кэрри узнаёт, что обладает способностью к телекинезу. Она начинает развивать свои способности. Одна из одноклассниц Кэрри, Сью Снелл (Габриэлла Уайлд), сожалеет о том, что дразнила её в душевой, и пытается загладить свою вину, попросив своего бойфренда, Томми Росса, пригласить Кэрри на бал. После колебаний Кэрри принимает приглашение парня. Когда она рассказывает об этом матери, Маргарет запрещает Кэрри присутствовать на празднике. Во время скандала Кэрри вновь неосознанно проявляет свой дар. Маргарет считает, что эта сила исходит от дьявола и является доказательством того, что Кэрри была порождена грехом. Крис, её парень Билли Нолан и его друзья планируют отомстить Кэрри. Они убивают свинью и сливают её кровь в ведро. Тем временем мать Кэрри пытается помешать ей пойти на бал, но девочка силой мысли запирает её в чулане.
На выпускном вечере Кэрри нервничает и стесняется, но Томми любезно успокаивает её. Тем временем Билли, Крис и их друзья пытаются подговорить всех голосовать за Кэрри и Томми в качестве короля и королевы выпускного бала. Несмотря на это, большинство голосует за другую пару. Тогда компания тайно проникает в помещение, где ненадолго оставлены урны для голосования, и воруют из них все настоящие голоса, заменяя фальшивыми, чтобы победителями были объявлены Томми Росс и Кэрри Уайт. Таким образом, по результатам голосования победителями объявляют Томми и Кэрри, и они оба становятся королём и королевой бала. Волнующаяся Сью приходит на бал и видит, что Крис и её друзья что-то задумали, но не успевает никого предупредить, поскольку мисс Дежардин выгоняет её, думая, что Сью решила снова подшутить над Кэрри. Крис выливает ведро свиной крови на Кэрри и Томми, а затем на экранах по бокам сцены появляется видео, снятое в душевой. Все, кроме мисс Дежардин начинают громко смеяться над Кэрри. Металлическое ведро падает сверху на голову Томми, тем самым убивая его. Шокированная смертью Томми и охваченная жаждой мести, Кэрри окончательно теряет над собой контроль и высвобождает свои способности. Разрушая зал с неимоверной мощью, она убивает многих студентов и гостей (за исключением мисс Дежардин, которую Кэрри отбросила в сторону, чтобы ту не задело). В школе начинается пожар, а Кэрри уходит вслед за убегающими Билли и Крис, оставляя за собой след из огня и разрушений. Крис и Билли пытаются сбежать на машине из города, но Кэрри разрушает дорогу, отрезая им путь к бегству. Крис заставляет своего парня сбить Кэрри, но та останавливает машину телекинезом и швыряет её в сторону автозаправки, тем самым убивая пару.
Кэрри приходит домой и встречается с матерью. Маргарет обнимает дочь, но тут же нападает на неё с ножом, убеждённая в том, что грех нужно искоренить. Кэрри пытается бежать, но мать настигает её. В результате Кэрри смертельно ранит её несколькими острыми приборами. Сью прибегает в дом Уайтов и пытается остановить Кэрри. Кэрри говорит Сью, что та беременна девочкой, после чего «выкидывает» Сью на лужайку перед домом. Дом Уайтов рушится, погребая под собой Кэрри и Маргарет. После голос за кадром рассказывает об инциденте, который произошёл в ту ночь. Немногие уцелевшие от расправы люди, потерявшие родных и близких, написали на могиле девушки краской из баллончика: «Кэрри Уайт, гори в аду!». Сью посещает могилу Кэрри и кладёт белую розу на надгробие.

## В ролях
| Актёр              | Роль                   |
| ------------------ | ---------------------- |
| Хлоя Морец         | Кэрри Уайт             |
| Джулианна Мур      | Маргарет Уайт          |
| Габриэлла Уайлд    | Сью Снелл              |
| Энсел Эльгорт      | Томми Росс             |
| Джуди Грир         | мисс Дежардин          |
| Портия Даблдэй     | Крис Харгенсен         |
| Алекс Расселл      | Билли Нолан            |
| Барри Шабака Хенли | Мортон, директор школы |

## Создание

### Разработка
В мае 2011 года было официально объявлено о производстве новой экранизации «Кэрри». MGM и Screen Gems наняли драматурга «Spider-Man: Turn Off the Dark» Роберто Агирре-Сакасу написать сценарий для новой более точной экранизации романа Стивена Кинга. Ранее в 2008 году Агирре-Сакаса адаптировал эпический роман Кинга «Противостояние» в форме комикса.
4 января 2012 года поступило сообщение, что режиссёром фильма стала Кимберли Пирс, известная по своей работе «Парни не плачут». Стивен Кинг предложил взять на главную роль Линдси Лохан.
23 марта стало известно, что на роль Кэрри рассматриваются Хлоя Морец, Хейли Беннетт, Дакота Фэннинг, Эмили Браунинг, Белла Хиткот, Лили Коллинз и Шейлин Вудли. 27 марта 2012 года роль Кэрри получила Хлоя Морец. 27 апреля 2012 года Джулианне Мур предложили роль матери Кэрри Маргарет Уайт. 11 мая 2012 года было подтверждено, что Джулианна Мур сыграет мать Кэрри, а Габриэлла Уайлд — Сью Снелл. 15 мая 2012 года к актёрскому составу присоединились Алекс Расселл и бродвейский актёр Ансел Элгорт. 14 июня 2012 года Джуди Грир получила роль Мисс Дежардин, а Портия Даблдэй — роль Крис Харгенсен.

### Съёмки
Съёмки фильма проходили в Торонто и Ньюмаркете.

## Критика
Фильм получил смешанные отзывы кинокритиков. На агрегаторе рецензий Rotten Tomatoes рейтинг одобрения составляет 50 % со средней оценкой 5,4 из 10 на основе 187 обзоров. Критический консенсус веб-сайта гласит: «Фильм может похвастаться талантливым актерским составом, но переосмысление Кимберли Пирс классического фильма ужасов Брайана Де Пальмы не находит ничего нового в романе Стивена Кинга».
В положительном обзоре на веб-сайте Роджера Эберта Мэтт Золлер Зейтц наградил фильм 3 звездами из 4, высоко оценив изображение отношений Кэрри и Маргарет и сочувствие, которое Кэрри удается вызвать, хотя он критикует «преувеличенно злое» изображение Крис.
Рецензент из The A.V. Club дал фильму оценку «C-», сказав: «Странно говорить о фильме, настолько одержимом красным, но эта Кэрри бескровна».

## Награды и номинации
| Год  | Премия                             | Категория | Номинанты                                    | Результат |
| ---- | ---------------------------------- | --- | -------------------------------------------- | --------- |
| 2013 | Alliance of Women Film Journalists | Sequel or Remake That Shouldn’t Have Been Made                                                                               | Carrie (tied with Oz the Great and Powerful) | Победа    |
| 2013 | Fright Meter Awards                | Best Supporting Actress | Julianne Moore                               | Номинация |
| 2013 | Fright Meter Awards                | Best Special Effects | Carrie                                       | Номинация |
| 2013 | Women Film Critics Circle Awards   | Hall of Shame | Carrie                                       | Победа    |
| 2014 | People’s Choice Awards             | Favorite Horror Movie | Carrie                                       | Победа    |
| 2014 | Saturn Awards                      | Best Horror Film | Carrie                                       | Номинация |
| 2014 | Saturn Awards                      | Best Young Actor/Actress | Chloë Grace Moretz                           | Победа    |
| 2014 | Fangoria Chainsaw Awards           | Best Supporting Actress | Julianne Moore                               | 3rd place |
| 2014 | Dorian Awards                      | Campy Flick of the Year | Carrie                                       | Номинация |
| 2014 | Jupiter Awards                     | Best International Actress                                                                                                   | Chloë Grace Moretz                           | Номинация |
| 2014 | Joey Awards                        | International (Non-Canadian) Actress Feature Film/Made for Television or Straight to Video Feature that was filmed in Canada | Chloë Grace Moretz                           | Победа    |
| 2014 | World Soundtrack Awards            | Film Composer of the Year | Marco Beltrami                               | Номинация |